# Шемокін Тауншип (округ Нортамберленд, Пенсільванія)
Шемокін Тауншип (англ. Shamokin Township) — селище (англ. township) в США, в окрузі Нортамберленд штату Пенсільванія. Населення — 2373 особи (2020).

## Демографія
Згідно з переписом 2010 року, у селищі мешкало 2407 осіб у 955 домогосподарствах у складі 727 родин. Було 1049 помешкань
Расовий склад населення:
| - 98,5 % — білих - 0,5 % — чорних або афроамериканців - 0,3 % — азіатів - 0,1 % — корінних американців |

До двох чи більше рас належало 0,5 %. Частка іспаномовних становила 0,5 % від усіх жителів.
За віковим діапазоном населення розподілялося таким чином: 21,5 % — особи молодші 18 років, 63,1 % — особи у віці 18—64 років, 15,4 % — особи у віці 65 років та старші. Медіана віку мешканця становила 44,5 року. На 100 осіб жіночої статі у селищі припадало 108,4 чоловіків;  на 100 жінок у віці від 18 років та старших — 106,7 чоловіків також старших 18 років.
Середній дохід на одне домашнє господарство  становив 65 469 доларів США (медіана — 52 750), а середній дохід на одну сім'ю — 75 789 доларів (медіана — 66 302). Медіана доходів становила 50 850 доларів для чоловіків та 40 625 доларів для жінок. За межею бідності перебувало 4,6 % осіб, у тому числі 6,3 % дітей у віці до 18 років та 1,1 % осіб у віці 65 років та старших.
Цивільне працевлаштоване населення становило 1297 осіб. Основні галузі зайнятості: освіта, охорона здоров'я та соціальна допомога — 25,6 %, роздрібна торгівля — 15,1 %, будівництво — 9,7 %, мистецтво, розваги та відпочинок — 9,0 %.